# Oito Anciões

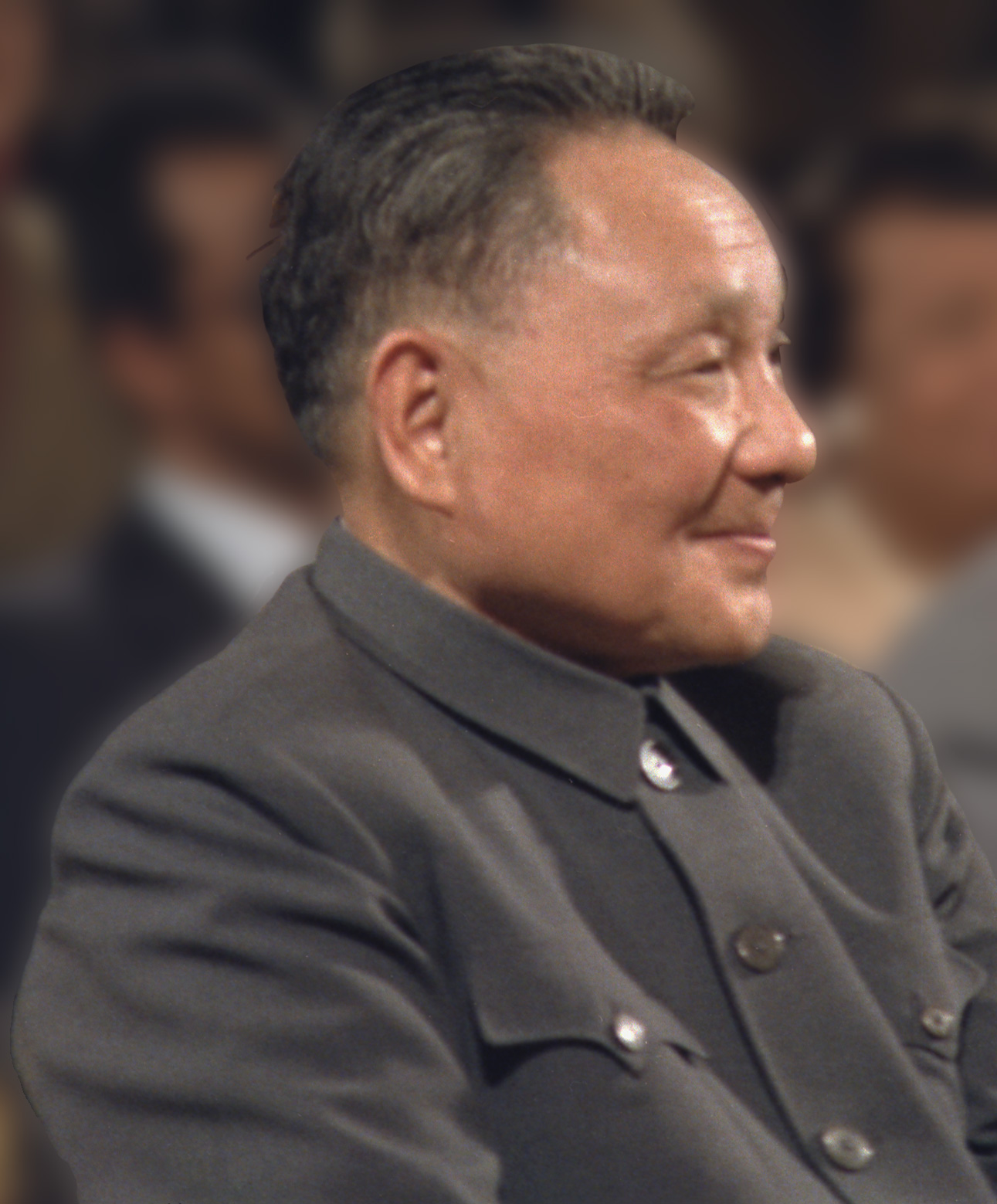
A história dos Oito Anciões está intimamente associada ao tempo em que Deng Xiaoping foi o Líder Supremo da China, de 1978 a 1989.

Os Oito Grande Oficiais Eminentes (chinês: 八大元老, pinyin: Bā dà yuánlǎo), também abreviado como os Oito Anciões (chinês: 八老, pinyin: Bā lǎo), foram um grupo de membros anciões do Partido Comunista da China que tiveram poder considerável durante os anos 80 e 90. No mundo anglófono eles são chamados de Os Oito Imortais. A designação teve início nos anos 90 e é uma alusão às deidades taoístas conhecidas como os Oito Imortais.
Deng Xiaoping, que passou a ser o Líder Supremo da China a partir de dezembro de 1978, era o mais poderoso do grupo, mas seu poder nunca foi absoluto, de modo que era necessário se consultar e fazer acordos com os outros sete Anciões, dos quais os mais proeminentes eram Chen Yun e Li Xiannian (considerados segundo e terceiro em poder, respectivamente, e ambos associados à esquerda linha-dura que se opunha às reformas e à economia de mercado). Os aliados de Deng entre os anciões incluíam Yang Shangkun e Peng Zhen. No entanto, por volta do fim dos anos 80, todos os Anciões, incluindo o próprio Deng, se uniram em oposição a reformas políticas mais abrangentes, embora possuíssem visões diferentes em relação à economia e relações exteriores.
De acordo com o Secretário-Geral reformista Zhao Ziyang, Li Xiannian era o mais proeminente, ativo e bem sucedido em se opor e bloquear mudanças e reformas tanto no âmbito político como econômico. Decisões importantes geralmente eram feita na casa de Deng. Os Oito Anciões foram capazes de remover três lideres do Partido: Hua Guofeng foi gradualmente removido dos cargos de Premiê e Presidente do Partido entre 1980 e 1981; Hu Yaobang foi removido em 1987; e Zhao Ziyang foi removido em 1989. O núcleo dos Oito Anciões, Deng Xiaoping, se aposentou após a 5ª Sessão Plenária do 13º Comitê Central em novembro de 1989, quando deixou seu último título oficial (Presidente da Comissão Militar Central), e os demais Anciões oficialmente se aposentaram após o 14º Congresso do Partido em outubro de 1992, quando a Comissão Consultiva Central foi abolida. No entanto, ainda mantiveram influência decisiva nos bastidores até a morte de Deng Xiaoping em fevereiro de 1997. Deng Yingchao, Xi Zhongxun e Wan Li gradualmente passaram a se aproximar do grupo com a morte dos membros originais.

## Membros
Os membros do grupo nunca foram formalizados. No entanto, com Deng Xiaoping como líder absoluto, os membros geralmente são considerados os seguintes:
| Nome                      | Foto | Cargos ocupados |
| ------------------------- | ---- | --- |
| Deng Xiaoping (1904–1997) |      | Líder Supremo da China (1978–1992) Comitê Permanente do Politburo (1977–1987) Presidente da Conferência Consultiva Política do Povo Chinês (1978–1983) Presidente da Comissão Militar Central (1980–1989) Presidente da Comissão Consultiva Central (1982–1987) |
| Chen Yun (1905–1995)      |      | Comitê Permanente do Politburo (1977–1987) Primeiro Secretário da Comissão Central de Inspeção Disciplinar (1979–1987) Presidente da Comissão Consultiva Central (1987–1992)                                                                                    |
| Li Xiannian (1909–1992)   |      | Comitê Permanente do Politburo (1977–1987) Presidente da República Popular da China (1983–1988) Presidente da Conferência Consultiva Política do Povo Chinês (1988–1992)                                                                                        |
| Peng Zhen (1902–1997)     |      | Presidente do Congresso Nacional do Povo (1983–1988) |
| Yang Shangkun (1907–1998) |      | Presidente da República Popular da China (1988–1993) Vice-Presidente da Comissão Militar Central (1982–1992) |
| Bo Yibo (1908–2007)       |      | Vice-Presidente da Comissão Consultiva Central (1982–1992) |
| Wang Zhen (1908–1993)     |      | Vice-Presidente da Comissão Consultiva Central (1985–1992) |
| Song Renqiong (1909–2005) |      | Vice-Presidente da Comissão Consultiva Central (1985–1992) |
| Deng Yinchao (1904–1992)  |      | Presidente da Conferência Consultiva Política do Povo Chinês (1983–1988) |
| Xi Zhongxun (1912–2002)   |      | Politburo do Partido Comunista da China (1982–1987) Vice-Presidente do Comitê Permanente do Congresso Nacional do Povo (1988–1993) |
| Wan Li (1916–2015)        |      | Vice-Presidente da República Popular da China (1980–1988) Presidente do Comitê Permanente do Congresso Nacional do Povo (1988–1993) Politburo do Partido Comunista da China (1982–1992)                                                                         |

#### Membros de acordo com autores diversos
| No. | LA Times 1992 | Tkacik 2004   | SCMP 2008     | Bloomberg 2012 | Andrésy 2015  | Bendini 2016 |
| --- | ------------- | ------------- | ------------- | -------------- | ------------- | ------------ |
| 1   | Deng Xiaoping | Deng Xiaoping | Deng Xiaoping | Deng Xiaoping  | Deng Xiaoping |              |
| 2   | Yang Shangkun | Yang Zhangkun | Yang Shangkun | Yang Shangkun  | Yang Shangkun |              |
| 3   | Chen Yun      | Chen Yun      | Chen Yun      | Chen Yun       | Chen Yun      |              |
| 4   | Li Xiannian   | Li Xiannian   | Li Xiannian   | Li Xiannian    | Li Xiannian   |              |
| 5   | Peng Zhen     | Peng Zhen     | Peng Zhen     | Peng Zhen      | Peng Zhen     |              |
| 6   | Wang Zhen     | Wang Zhen     | Wang Zhen     | Wang Zhen      | Wang Zhen     |              |
| 7   | Bo Yibo       | Bo Yibo       | Bo Yibo       | Bo Yibo        | Bo Yibo       |              |
| 8   | Song Renqiong |               | Song Renqiong | Song Renqiong  |               |              |
| 8   |               | Deng Yingchao | Deng Yingchao |                | Deng Yingchao |              |
| O   |               |               | Xi Zhongxun   |                |               | Xi Zhongxun  |
| O   |               | Wan Li        |               |                |               |              |

## Descendentes
Os descendentes dos Oito Anciões que têm sido beneficiados por conta de sua ascendência constituem um grupo conhecido como os "Príncipes do Partido". Seus membros, crescendo na hierarquia do partido, se sobrepuseram facilmente qualquer oposição em suas jurisdições, mesmo se fossem atribuídos a uma posição de administração local. Eles são frequentemente vistos como superiores a outros oficiais do partido e possuem grande prestígio em razão de sua linhagem. Em 2012, a Bloomberg informou sobre a extensa riqueza acumulada por esses descendentes através de suas posições em várias empresas públicas e privadas.